# Mamestra decolorata
Mamestra decolorata är en fjärilsart som beskrevs av Otto Staudinger 1889. Mamestra decolorata ingår i släktet Mamestra och familjen nattflyn. Inga underarter finns listade i Catalogue of Life.